# Cerro Schlatter
Der Cerro Schlatter (spanisch, in Argentinien Cerro Siempre Nevado für Ständig verschneiter Hügel) ist ein Hügel im Norden des Grahamlands auf der Antarktischen Halbinsel. Auf der Trinity-Halbinsel ragt er 6 km westlich des Mount Taylor und etwa 5 km nördlich der Duse Bay auf.
Chilenische Wissenschaftler benannten ihn nach dem chilenischen Biologen Roberto Pablo Schlatter Vollmann (* 1944), der im Rahmen des United States Antarctic Program an den Untersuchungen zur Massenbilanz des Gletschereises in den Antarktischen Trockentälern zwischen 1969 und 1971 in zwei antarktischen Sommerkampagnen am Beringungsprogramm von Adeliepinguinen und Antarktikskuas beteiligt war.